# Gmina Braceville (Ohio)
Gmina Braceville (ang. Braceville Township) – gmina w Stanach Zjednoczonych, w stanie Ohio, w hrabstwie Trumbull. W 2020 roku liczyła 2467 mieszkańców.